# Saint-Valery-sur-Somme
Saint-Valery-sur-Somme [sɛ̃ valʁi syʁ sɔm] (flämisch: Sint-Walarik) ist eine französische Gemeinde mit 2.350 Einwohnern (Stand 1. Januar 2022) im Département Somme in der Region Hauts-de-France. Sie gehört zum Arrondissement Abbeville und zum Kanton Abbeville-2.

## Geografie
Saint-Valery sur Somme liegt an der dort drei Kilometer breiten Mündung der kanalisierten Somme in den Ärmelkanal. Der Ort ist durch die Bahnstrecke Noyelles-sur-Mer–Cayeux-sur-Mer mit der Bahnstrecke Paris–Boulogne verbunden, er ist Sitz eines Handelsgerichts und mehrerer Konsulate. Er hat einen schwer vor Versandung zu schützenden und im Verkehr zurückgehenden Hafen, eine Schifffahrtsschule und Seebäder. Bis ins 20. Jahrhundert waren Fabrikationsstätten für Segeltuch, Schlosser- und Seilerwaren, Fischerei und Bierbrauerei erwähnenswert. Das Gemeindegebiet gehört zum Regionalen Naturpark Baie de Somme Picardie Maritime und grenzt seeseitig an den Meeresnaturpark Estuaires Picards et Mer d’Opale.
Die neuzeitliche Unterstadt heißt La Ferté, die mittelalterliche Oberstadt auf einem Hügel hat die Kirche St. Martin aus dem 15. Jahrhundert und die Mauern des Schlosses Saint-Valery.

## Geschichte
Im Hafen von Saint-Valery versammelte der Normannenherzog Wilhelm seine Invasionsflotte und sein Invasionsheer, ehe er am 30. September 1066 zur Eroberung Englands übersetzte.
Bekannte Besucher waren der Maler Edgar Degas sowie die Schriftsteller Victor Hugo, Anatole France, Colette, Julien Green und Heinrich Böll.

## Bevölkerungsentwicklung
Die Bevölkerung hatte 1872 noch 3686 Einwohner betragen.
| Jahr      | 1962 | 1968 | 1975 | 1982 | 1990 | 1999 | 2007 | 2018 |
| Einwohner | 3169 | 3240 | 3072 | 2935 | 2769 | 2691 | 2805 | 2491 |

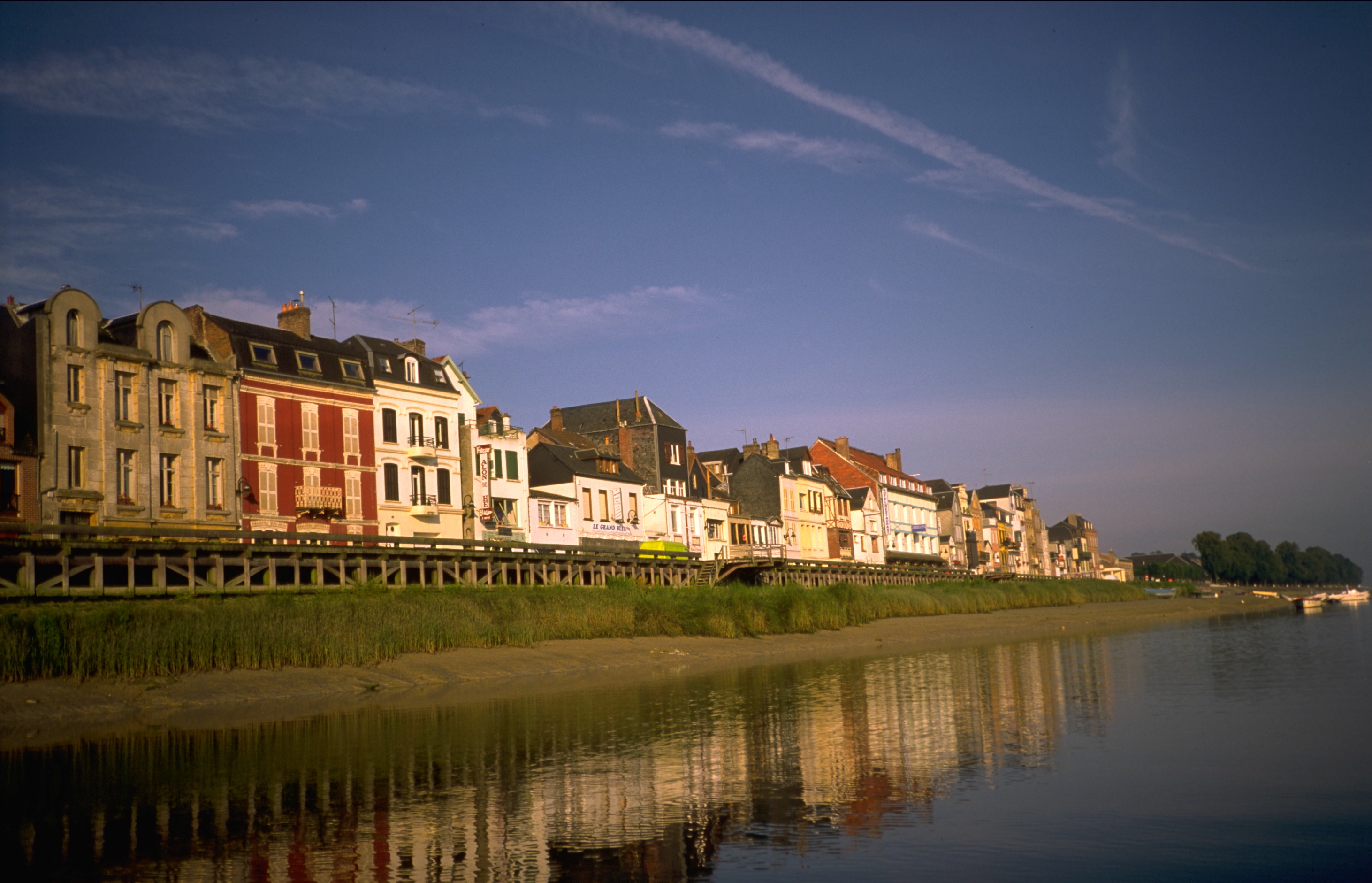
Häuser an der Uferstraße Quai Blavet entlang der Somme
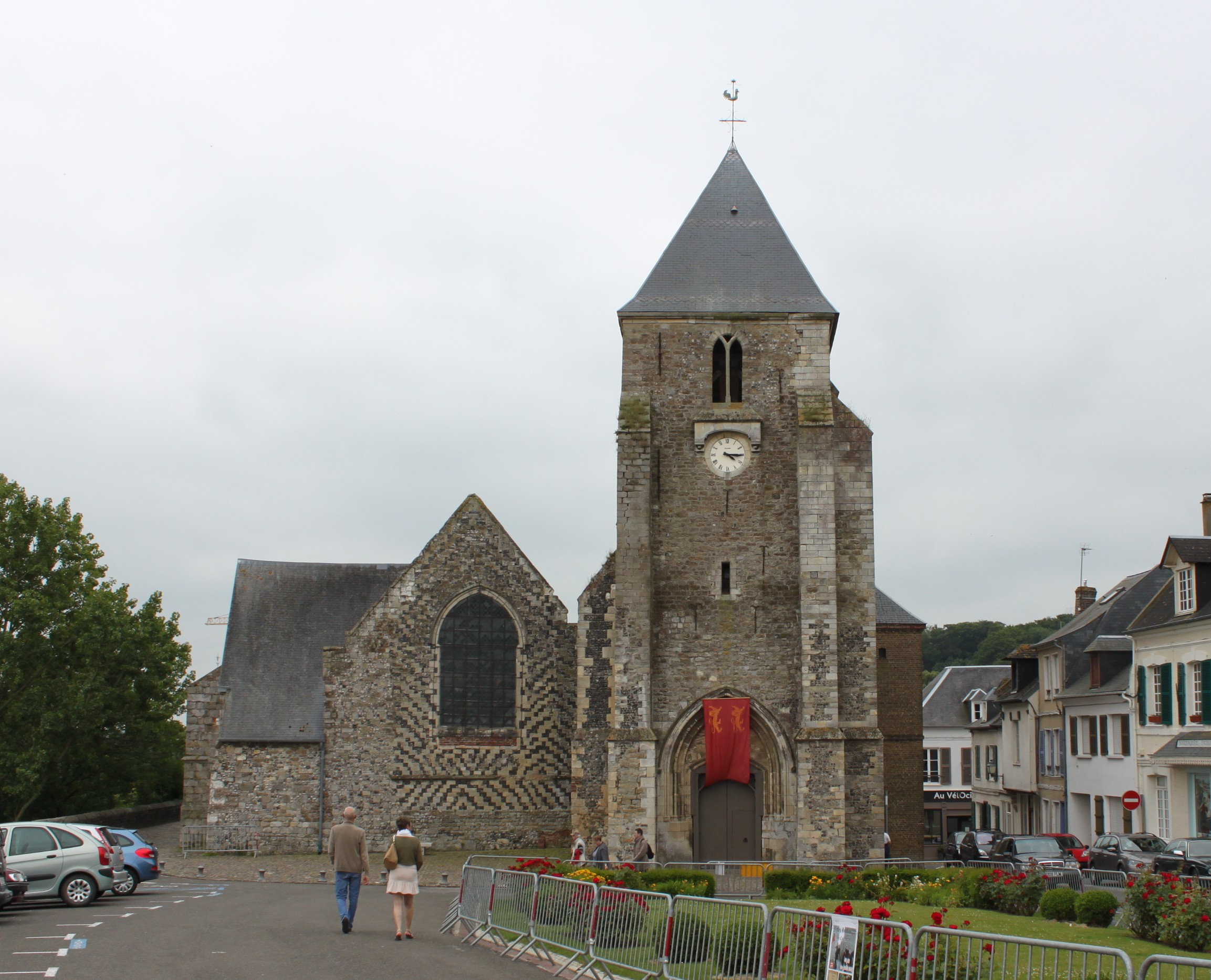
Kirche St. Martin
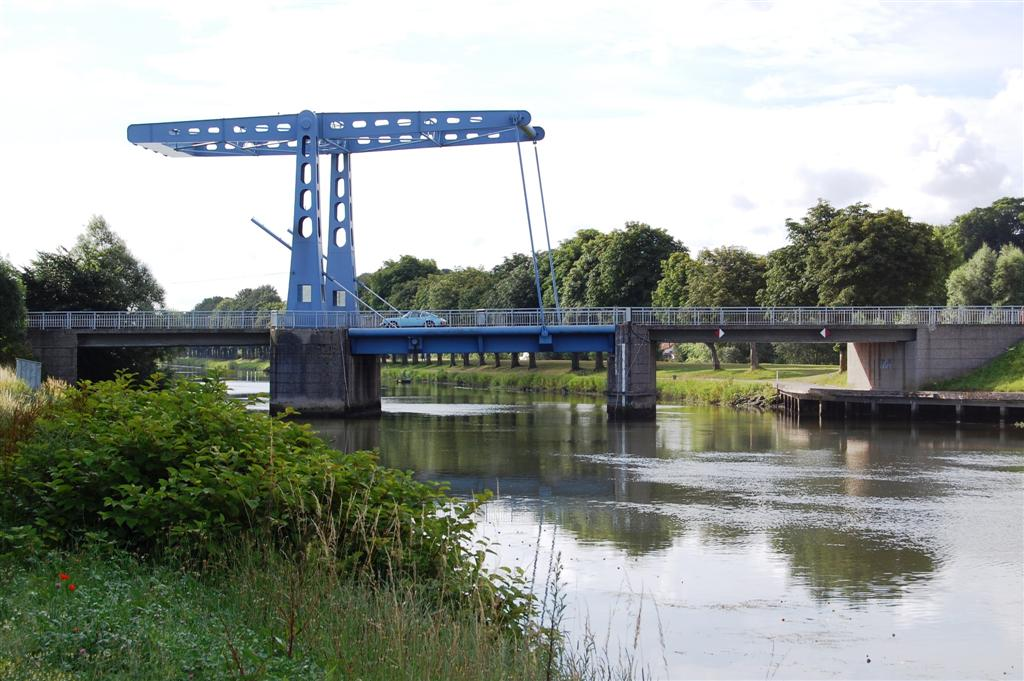
Klappbrücke über die kanalisierte Somme bei Saint-Valery

## Verkehr
Am 5. Juni 1858 eröffnete die Compagnie des chemins de fer du Nord eine regelspurige, 5,6 km lange Zweigstrecke von Noyelles nach Saint-Valery. Der damalige Bahnhof rechts des Kanals wurde 1937 aufgegeben, diese Betriebsstelle dient heute unter dem Namen Saint-Valery-Canal der Museumseisenbahn Chemin de Fer de la Baie de Somme (CFBS) als Bahnbetriebswerk. 1887 erreichte das Meterspurgleis der Société générale des chemins de fer économiques (SE) den Ort, der an ihm den Bahnhof Saint-Valery-Ville erhielt.
Der reguläre Personenverkehr auf dieser Strecke endete am 31. Dezember 1972, noch bis 1989 bediente die SNCF den Hafen von Saint-Valery im Güterverkehr. Die Schmalspurstrecke wurde vom CFBS übernommen und wird als touristische Bahn mit historischen Fahrzeugen betrieben.

Bahnstrecken im Raum Saint-Valery-sur-Somme
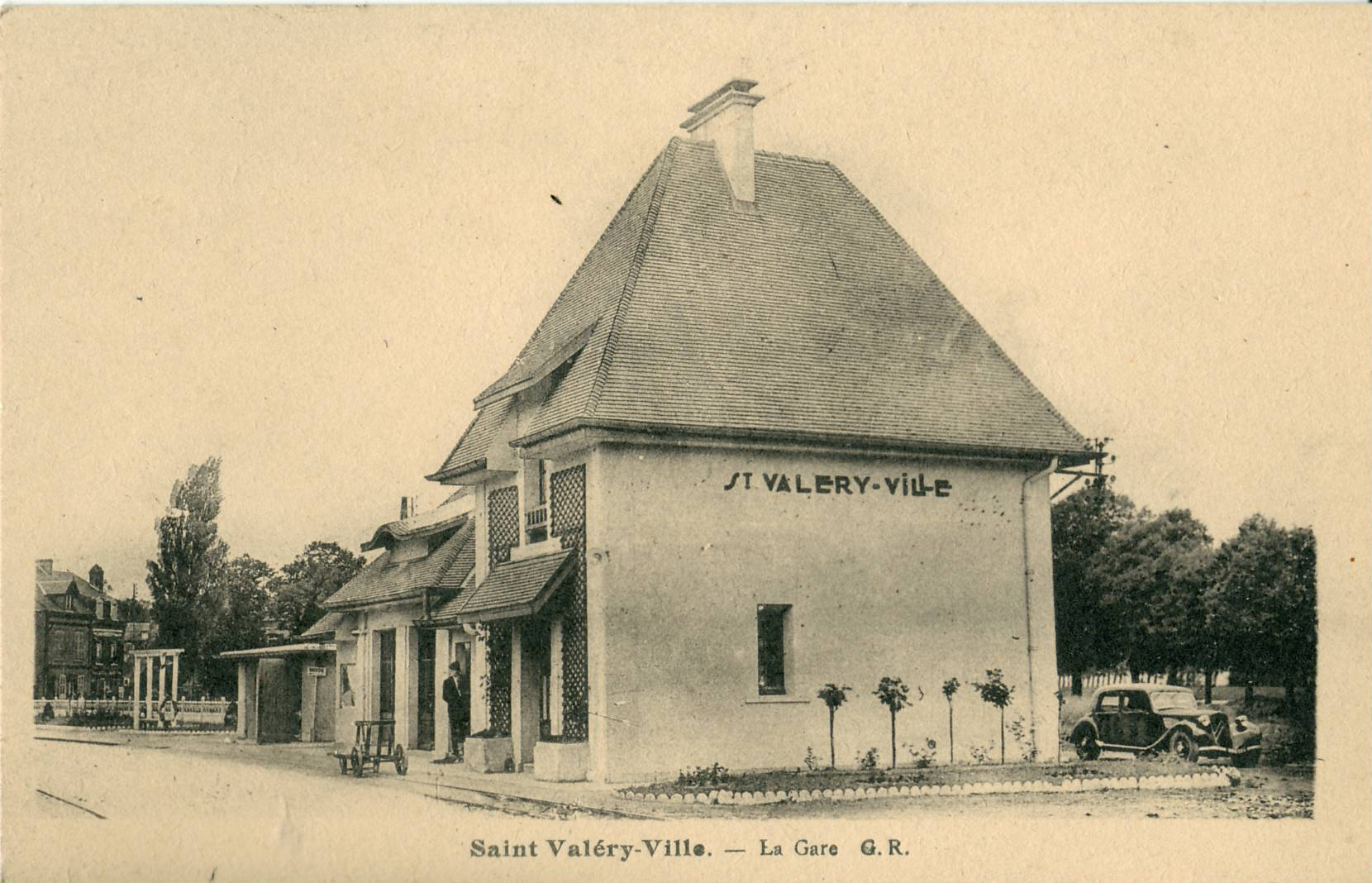
Empfangsgebäude des Bahnhofs Saint-Valery-Ville (Mitte der 1930er Jahre)
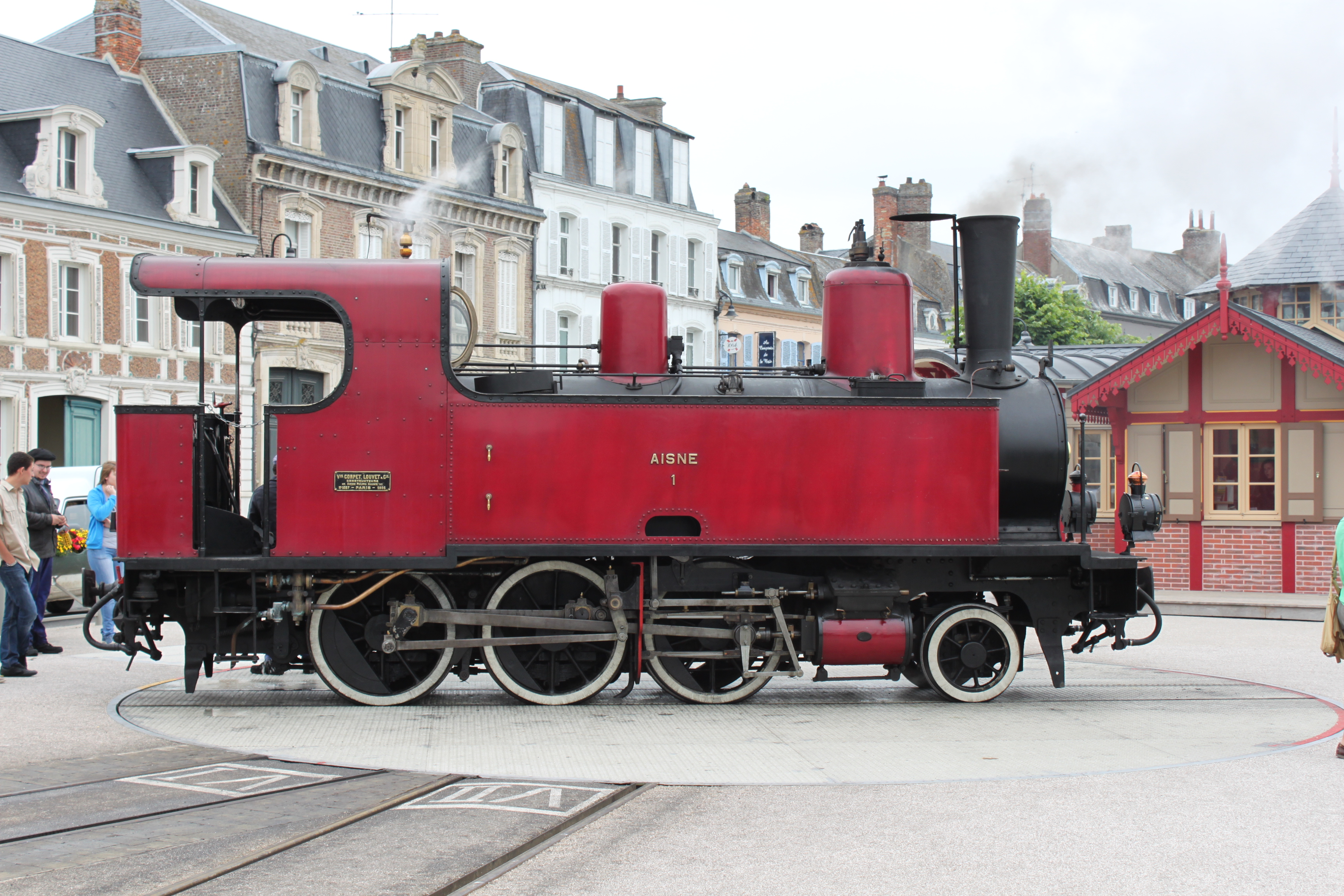
Dampflokomotive der Museumseisenbahn in Saint-Valery
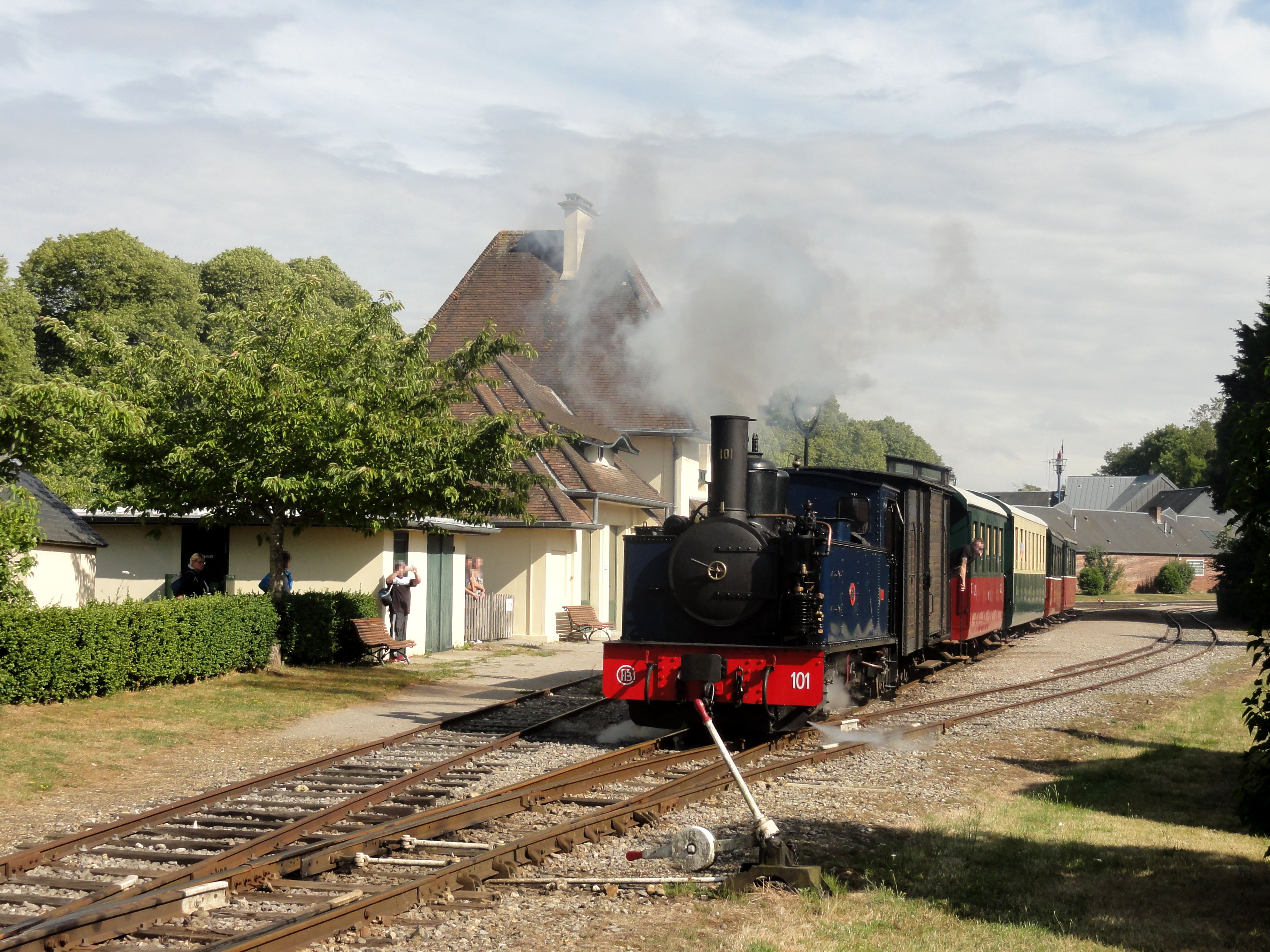
Museumszug im Bahnhof Saint-Valery-Ville
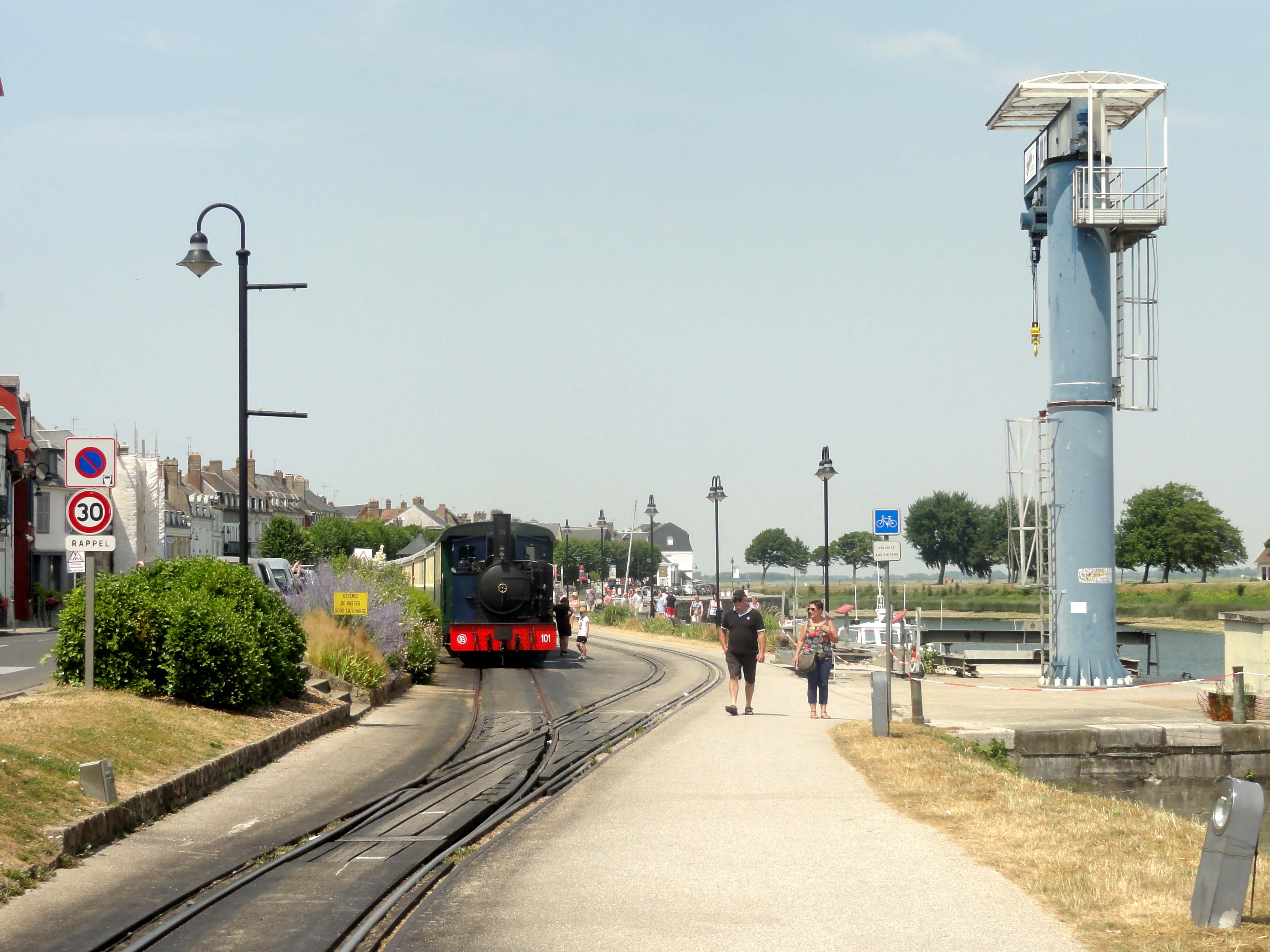
Hafenbahnhof mit Vierschienengleis

## Gemeindepartnerschaften
- Herstelle, Nordrhein-Westfalen, Deutschland (seit 1970)
- Ronse, Ostflandern, Belgien (seit 2005)

## Persönlichkeiten
- Fernande Barrey (1893–1960), Prostituierte, Modell und Malerin
- Marie-Anne de Lachassaigne (1747–1820), Bühnenschauspielerin
- Jean-Baptiste Perrée (1761–1800), Konteradmiral
- Pierre-François Perrée (1762–1842), Kapitän und Bruder des Vorigen